# Castleford (Idaho)
Castleford é uma cidade localizada no estado americano de Idaho, no Condado de Twin Falls.

## Demografia
Segundo o Censo dos Estados Unidos de 2000, a sua população era de 277 habitantes.
Em 2006, foi estimada uma população de 273, um decréscimo de 4 (-1.4%).

## Geografia
De acordo com o United States Census Bureau tem uma área de
0,2 km², dos quais 0,2 km² cobertos por terra e 0,0 km² cobertos por água.

## Localidades na vizinhança
O diagrama seguinte representa as localidades num raio de 36 km ao redor de Castleford.